# Карта розробки нафтового родовища
Карта розробки нафтового родовища (рос. карта разработки нефтяного месторождения; англ. oil-field development map; нім. Abbaukarte f) — дискретне зображення розподілу поточних дебітів нафти і води видобувних свердловин та приймальної здатності (приймальності) нагнітальних свердловин по площі покладу. В межах площі покладу, обрисованого контуром нафтоносності в точках розміщення свердловин, показують круги радіусом R = (Q/π)0,5 у певному масштабі, де Q — поточний дебіт (приймальність). Частку нафти в продукції виділяють у вигляді відповідного розміру сектора круга.